# Szosa Stargardzka w Szczecinie
Szosa Stargardzka – główna wylotowa ulica Szczecina w kierunku wschodnim, prowadzi od węzła autostradowego Szczecin Kijewo do granicy miasta. W całości jest elementem drogi krajowej nr 10. Szosa wyprowadza ruch tranzytowy w kierunku Stargardu i Pyrzyc.
Do 1985 roku była częścią drogi międzynarodowej E14. W latach 1985–2010 stanowiła także fragment trasy europejskiej E65, a od 14 lutego 1986 roku do 2010 r. leżała w ciągu drogi krajowej nr 3.
Przez ulice kursuje w sumie sześć linii autobusowych ZDiTM: cztery zwykłe (72, 73, 79 i 93) oraz po jednej pospiesznej – G i nocnej – 534.